# Alix Étournaud
Alix Étournaud est une journaliste et écrivaine française, née le 21 juin 1967.

## Biographie
Alix Étournaud est diplômée de l'Institut d'études politiques de Paris, du CFPJ et titulaire du master en management des médias et du numérique de Sciences Po. Elle a notamment publié dans les magazines Marie-Claire, Cosmopolitan et Marie-France.
En 2013, elle fonde et devient CEO du site d’information HuffPost Maghreb,,, filiale du Huffington Post.
En 2016 elle fonde également La Tribune Afrique, avec Abdelmalek Alaoui et le groupe La Tribune.
En 2020, elle conçoit et écrit avec la réalisatrice Élisabeth Kapnist le documentaire Élysée, neuf femmes aux portes du Palais, diffusé sur France 5. Un film de soixante-dix minutes qui donne la parole à quatre Premières dames (Anne-Aymone Giscard d’Estaing, Cécilia Attias, Carla Bruni-Sarkozy, Valérie Trierweiler) et dessine un portrait croisé de ces femmes au destin hors du commun sur fond de cinquième République.
En 2021, elle propose à l’INA et écrit avec la réalisatrice Émilie Lançon (d) le documentaire « ENA, pourquoi tant de haine ? »,, diffusé sur Public Sénat. Le film retrace l’histoire de la prestigieuse école à travers des archives inédites et de nombreuses interviews (Jean-Pierre Chevènement, François Hollande, Hélène Mouchard Zay, Jean-Louis Debré, Rachida Dati, Nicolas Théry, Patrick Gérard…).

### Vie privée
Matthieu Pigasse est son mari depuis 2010. Elle a rapporté sous forme d'autofiction dans son roman Mieux vaut en rire l'aventure extraconjugale de ce dernier,. Le couple a trois enfants.